# Kriangsak Chamanan
Kriangsak Chamanan (aussi orthographié Kriangsak Chomanan ; thaï : เกรียงศักดิ์ ชมะนันทน์ ; /kria̯ŋ.sàk tɕʰā.má(ʔ).nān/, né le 17 décembre 1917 dans la province de Samut Sakhon et mort le 23 décembre 2003 à Bangkok) est un ancien général et homme d'État thaïlandais. Il est Premier ministre de 1977 à 1980,.

## Biographie

### Jeunesse et éducation
Il est le fils de Järn et de Jua Jamanandana. Il épouse Wirat Chamanan.
Il reçoit son éducation à l'école Samut Sakorn Wittayalai et à l'école Pathum Kongka. Il fréquente ensuite l'Académie des cadets de Chulachomklao, le Command and Staff College aux États-Unis ainsi que l'Army College et le National Defense College (classe V).

### Vie militaire
De retour, Kriangsak Chamanan sert pendant la guerre de Corée comme commandant du IIIe bataillon d'infanterie, le fameux « Bataillon des petits tigres ». Par la suite, il est nommé au Grand Quartier général. Enfin, il est nommé général.

### Premier ministre
Le 11 novembre 1977, il est nommé Premier ministre après que le Conseil d'Administration de l'État (State Administration Council) dirigé par l'amiral Sangad Chaloryu a pris le pouvoir et démis l'ancien Premier ministre Thanin Kraiwichian.
Pendant le temps de son gouvernement, il s'efforce d'améliorer les relations diplomatiques avec les pays de l'Asie du Sud-Est, en particulier le Vietnam, le Laos, le Cambodge et la Birmanie (Myanmar). En outre, il entreprend des voyages en Chine et en Union soviétique, pour nouer de nouveaux liens avec les superpuissances communistes et également améliorer les relations économiques. Il s'occupe de la fondation de la Petroleum Authority of Thailand, il crée le ministère des Sciences (Ministry of Science, Technology and Energy) et fonde l'université ouverte de Sukhothai Thammathirat.
Le 29 février 1980, il remet sa démission et se retire de la vie publique.

## Sources
- (de) Cet article est partiellement ou en totalité issu de l’article de Wikipédia en allemand intitulé « Kriangsak Chamanan » (voir la liste des auteurs).